# Коллетти, Стивен
Стивен Огуст Коллетти (англ. Stephen August Colletti; 13 февраля 1986 года) — американский актёр, известный по участию в шоу «Лагуна-Бич: Оранж каунти» и по роли Чейза Адамса в шоу «Холм одного дерева». Также был одним из ведущих «Total Request Live».

## Биография
Коллетти родился в городе Ньюпорт-Бич, штата Калифорния, младший ребёнок в семье Лорилль (девичья фамилия Гудалл) и Брюса Коллетти. Предки его отца — шведы и итальянцы. Также у Стивена есть старший брат Джон и старшая сестра Лорен. Учился в «Старшей школе Лагуна-Бич» в Калифорнии. Он учился в Университете штата Сан-Франциско.

### 2004—2007: Реалити-шоу
Стивен был учеником выпускного класса, когда попал в первый сезон шоу «Лагуна-Бич: Секреты Оранжевого округа» канала MTV. Тогда юноша встречался с Кристин Каваллари, а позже у него был роман с Лорен Конрад — этот любовный треугольник стал центральным в сюжете шоу. После окончания школы, Стивен поступил в «Государственный университет Сан-Франциско» где проучился один год, а затем переехал в Лос-Анджелес, чтобы сконцентрироваться на карьере актёра. Также в 2007 году Стивен появился в шоу «Холмы».

### 2007—2012: Холм одного дерева
В 2007 году Коллетти получил роль Чейза Адамса в сериале «Холм одного дерева» канала The CW, а 8 февраля 2011 года актёр вошёл в основной состав. Его подруга Челси Кейн снялась со Стивеном в нескольких эпизодах шоу в девятом сезоне — девушке досталась роль его возлюбленной.
Актёр появился в клипе на песню «White Horse» Тейлор Свифт.

## Фильмография

### Кино
| Кино | Кино                    | Кино                       | Кино            | Кино                   |
| Год  | Название                | В оригинале                | Роль            | Примечания             |
| ---- | ----------------------- | -------------------------- | --------------- | ---------------------- |
| 2007 | Подростки как подростки | Normal Adolescent Behavior | Роберт          |                        |
| 2009 | Рисуя звёзды            | Tinslestars                | Лу Мастерс      |                        |
| 2009 | Кем мы стали            | What We Became             | Дэниэл Франклин | короткометражный фильм |
| 2009 | Радуга Шэннон           | Shannon’s Rainbow          | Брендон         |                        |
| 2010 | Маскарад                | Maskerade                  | Эван            |                        |
| 2010 | Призрак на продажу      | Kill Katie Malone          | Джим            |                        |
| 2012 | Удивительный гонщик     | Amazing Racer              | Брендон         |                        |

### Телевидение
| Телевидение | Телевидение                           | Телевидение                          | Телевидение        | Телевидение                                                                                                 |
| Год         | Название                              | В оригинале                          | Роль               | Примечания                                                                                                  |
| ----------- | ------------------------------------- | ------------------------------------ | ------------------ | --- |
| 2004-2005   | Лагуна-Бич: Секреты Оранжевого округа | Laguna Beach: The Real Orange County | Играет самого себя | основной состав (1-2; 2004—2005; 24 эпизода)                                                                |
| 2005        | Тески неизбежности                    | Cleats Of Imminent Doom              | Ударник            | короткометражный фильм                                                                                      |
| 2006        | Подстава                              | Punk’d                               | Играет самого себя | 1 эпизод |
| 2007        | Холмы                                 | The Hills                            | Играет самого себя | 1 эпизод |
| 2007-2012   | Холм одного дерева                    | One Tree Hill                        | Чейз Адамс         | 58 эпизодов приглашённый актёр (сезоны 4-8; 2007—2011; 37 эпизодов) основной состав (сезоны 8-9; 21 эпизод) |
| 2013-2016   | Зажигай!                              | Hit the Floor                        | Тедди Рейнольдс    | 6 эпизодов                                                                                                  |